# 타타 나노

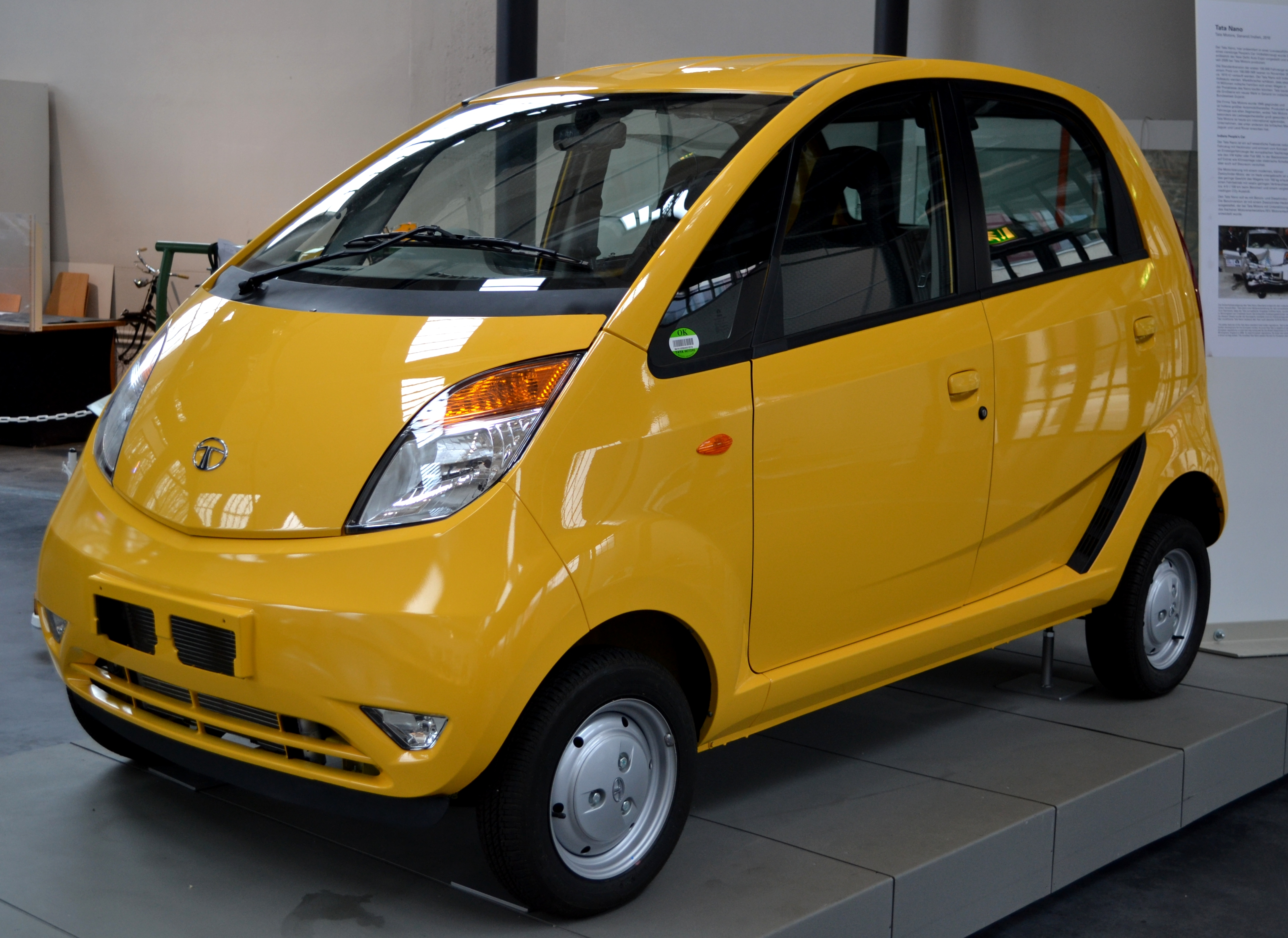
타타 나노

타타 나노(Tata Nano)는 타타자동차가 제조한 시티카이다. 세계에서 가장 작은 크기에 가장 파워를 적게 쓰는(38ps) 자동차들 가운데 하나이며 인도 국내 시장에서 가장 낮은 가격을 목표로 설계되었다. 가격은 한화로 약 250만원이다.
인도에서 판매되는 나노는 624cc 리어 엔진, 수동 트랜스미션, 4인용 4도어로 되어 있다. 이 차는 에어백, 잠김방지제동장치(ABS)가 구비되어 있지 않다. 다만 수출용 사양의 일부 모델에는 에어백이 달렸다.
이 차는 2009년 3월에 100,000 루피 (2100 달러)의 가격으로 인도 시장에 판매가 시작되었다.
2015년에 페이스 리프트된 후속 차종인 젠엑스 나노가 출시된 이후에도 병행 판매되다 2018년 5월에 젠엑스 나노와 동시에 단종되었다.
| 구분                 | 0.6L 가솔린               |
| -------------------- | ------------------------- |
| 전장 (mm)            | 3,099                     |
| 전폭 (mm)            | 1,490                     |
| 전고 (mm)            | 1,650                     |
| 축거 (mm)            | 2,230                     |
| 변속기               | 수동 4단                  |
| 서스펜션 (전/후)     | 맥퍼슨 스트럿/트레일링 암 |
| 브레이크 (전/후)     | 드럼/드럼                 |
| 구동 형식            | 후륜 구동                 |
| 연료                 | 가솔린                    |
| 배기량 (cc)          | 624                       |
| 최고 출력 (ps/rpm)   | 38/5,000~6,000            |
| 최대 토크 (kg*m/rpm) | 5.2/2,500~3,500           |

## 경쟁 차종
- 현대자동차 - 이온
- 스즈키 - 알토
- 체리 - QQ

## 같이 보기
- 도시형 자동차
- 피아트 126
- 경자동차